# Coteaux de la Dronne
Coteaux de la Dronne este o arie protejată (sit de importanță comunitară — SCI) din Franța întinsă pe o suprafață de 272 ha, integral pe uscat.

## Localizare
Centrul sitului Coteaux de la Dronne este situat la coordonatele 45°17′28″N 0°31′26″E / 45.29111°N 0.52389°E.

## Înființare
Situl Coteaux de la Dronne a fost declarat arie specială de conservare în baza directivei 92/43 din 1992 referitoare la conservarea habitatelor naturale și a faunei și florei sălbatice pentru a proteja un număr necunoscut de specii din flora spontană și fauna sălbatică aflate în arealul zonei.

## Biodiversitate
Situată în ecoregiunea atlantică, aria protejată conține 3 habitate naturale: Formațiuni de Juniperus communis pe lande sau pajiști calcaroase, Pante stâncoase calcaroase cu vegetație casmofită, Pajiști uscate seminaturale și facies de acoperire cu tufișuri pe substraturi calcaroase (Festuco-Brometalia) (* situri importante pentru orhidee).
La baza desemnării sitului se află un număr nedeclarat de specii protejate.